# Herrenhaus Bauditten

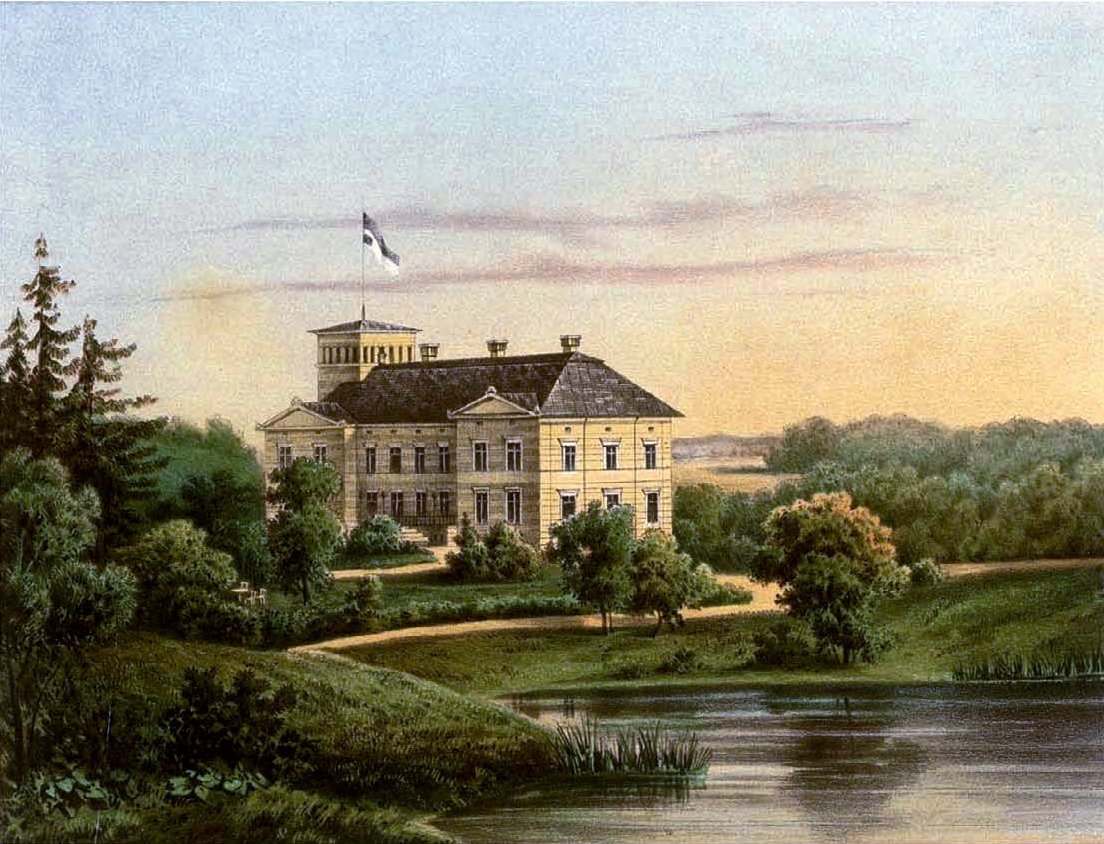
Rittergut Bauditten um 1860, Sammlung Alexander Duncker

Das Herrenhaus Bauditten (polnisch Pałac w Budwitach) ist ein Herrenhaus in Budwity im ehemaligen Kreis Mohrungen im preußischen  Oberland.

## Geschichte
Der Gutsbesitz Bauditten geht auf den Gutsbesitz des von Herzog Albrecht aufgehobenen Klosters Bauditten zurück. Gleichzeitig wurden die von Diebes, die Groß-Arnsdorf erhalten hatten, auch mit Bauditten belehnt. 1668 wurden die schwedischen von Rappen Besitzer, Mitte des 18. Jahrhunderts die von Kleist. Ab 1794 war Friedrich von Auerwald Besitzer, dann die Foelkersamb und die von Frantzius, schließlich die von Eben. Letztere stellten das von Frantzius begonnene Herrenhaus fertig.

## Beschreibung
Das Gebäude ist im Stil der italienischen Villenarchitektur gehalten. Der zweistöckige Bau ist mit Dreiecksgiebeln bekrönt ist und hat einen Eckturm. Mit Renovierungen nach dem Übergang an Polen verlor der Bau sein ursprüngliches Aussehen. Ein Landschaftspark mit einem großen Teich und einem reichen Baumbestand voller monumentaler Bäume, hauptsächlich Buchen, umgibt das Herrenhaus.

## Nachweise
- Budwity Bauditten. In: www.polskiezabytki.pl - Katalog polskich zamków, pałaców i dworów. Abgerufen am 12. November 2022 (polnisch).
- Helmut Sieber: Schlösser und Herrensitze in Ost- und Westpreußen. Verlag Wolfgang Weidlich, 1958, S. 57.

Koordinaten: 53° 55′ 43,9″ N, 19° 39′ 16,1″ O